# Letchenodes ninniusalis
Letchenodes ninniusalis är en fjärilsart som beskrevs av Walker 1859. Letchenodes ninniusalis ingår i släktet Letchenodes och familjen Thyrididae. Inga underarter finns listade i Catalogue of Life.